# Округ Лодердејл (Алабама)
Округ Лодердејл (енгл. Lauderdale County) је округ у америчкој савезној држави Алабама. По попису из 2010. године број становника је 92.709. Седиште округа је град Флоренс.

## Демографија
Према попису становништва из 2010. у округу је живело 92.709 становника, што је 4.743 (5,4%) становника више него 2000. године.
| Група             | 2000.          | 2010.          |
| Белци             | 77.240 (87,8%) | 79.228 (85,5%) |
| Афроамериканци    | 8.663 (9,8%)   | 9.257 (10,0%)  |
| Азијати           | 308 (0,4%)     | 685 (0,7%)     |
| Хиспаноамериканци | 894 (1,0%)     | 2.082 (2,2%)   |
| Укупно            | 87.966         | 92.709         |